# Anolis cristifer
Anolis cristifer (чубатий лишайниковий аноліс) — вид ігуаноподібних ящірок родини анолісових (Dactyloidae). Мешкає в Мексиці і Центральній Америці.

## Поширення і екологія
Чубаті лишайникові аноліси мешкають на тихоокеанському узбережжі мексиканського штату Чіапас і західної Гватемали. Вони живуть в мішаних лісах та у напівлистяних і вічнозелених лісах. Зустрічаються на висоті до 1500 м над рівнем моря. Ведуть напівдеревний спосіб життя.